# Coca garlanda
La coca garlanda és una coca típica del Penedès, que es consumeix a altres indrets de l'Alt Penedès, el Baix Penedès, al sud de l'Anoia i al Baix Llobregat Nord. Té forma de tortell ensucrat i entre els seus ingredients característics hi figura la matafaluga remullada amb anís. Tradicionalment s'utilitzava com a mona de Pasqua.
Dolç elaborat al poble de Santa Fe i d'altres indrets del Penedès, tradicionalment consumit com a postres als àpats de celebració de la Pasqua. Es tracta d'un tipus de coca de forma circular amb un forat al mig, i té unes dimensions mitjanes d'uns 20 cm de diàmetre extern, un diàmetre al forat intern d'uns 12 cm, un gruix de 8 cm i una alçada d'entre 6 i 8 cm. Tot i que es fan garlandes a d'altres indrets del Penedès, la garlanda de Santa Fe es caracteritza per estar elaborada de forma totalment artesana, sense que en la seva confecció s'utilitzi cap component ni maquinària industrial.